# كلاتة سنجر
كلاتة سنجر (بالفارسية: کلاته سنجر) هي قرية تقع في قسم آذري الريفي (مقاطعة إسفراين) في إيران. يقدر عدد سكانها بـ 255 نسمة بحسب إحصاء 2016.